# Victor Bulwer-Lytton, 2. Earl of Lytton

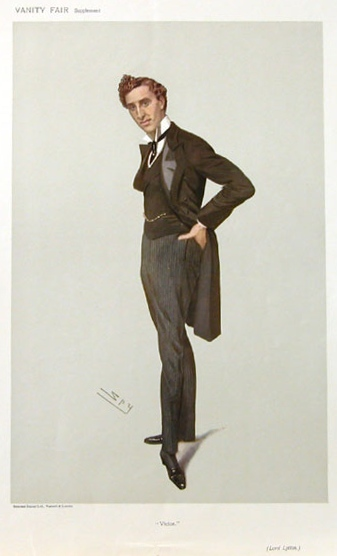
Darstellung von Lord Lytton in Vanity Fair (1906)

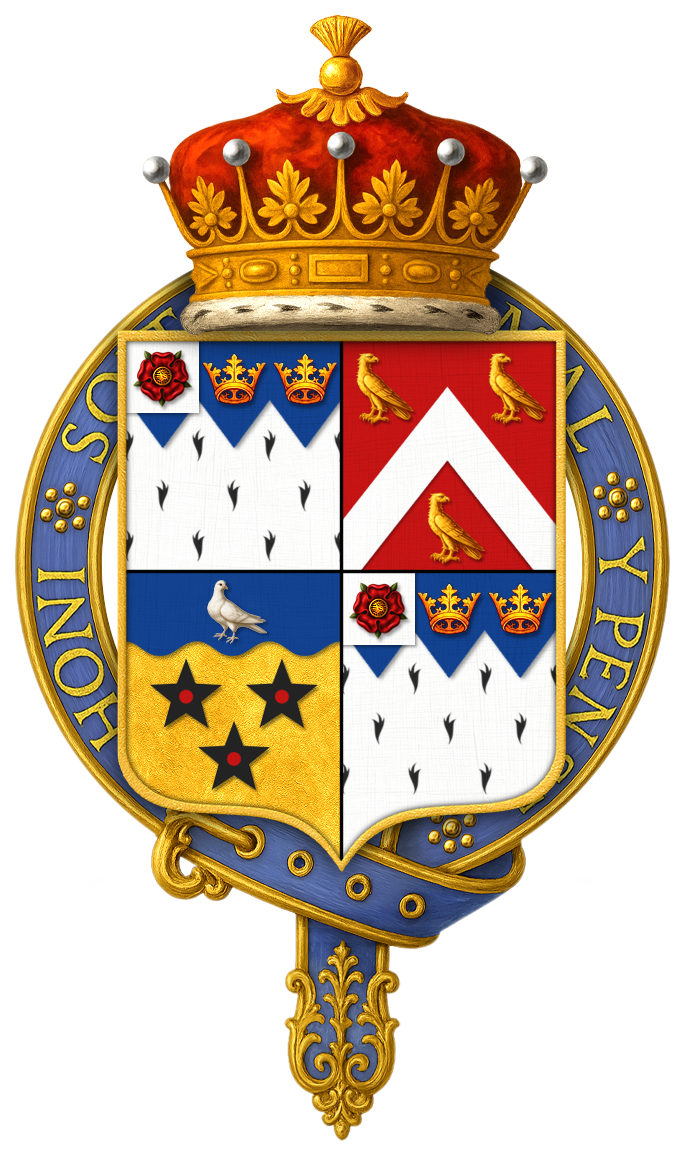
Wappen von Victor Bulwer-Lytton, 2. Earl of Lytton, als Ritter des Hosenbandordens

Victor Bulwer-Lytton, 2. Earl of Lytton (* 9. August 1876 in Simla, Britisch-Indien; † 25. Oktober 1947 in Knebworth, Hertfordshire) war ein britischer Peer und Politiker.

## Leben

### Herkunft
Er war der dritte Sohn des Robert Bulwer-Lytton, 1. Earl of Lytton, der von 1876 bis 1880 Generalgouverneur und Vizekönig von Indien war. Er wurde 1876 in Simla, der Sommerresidenz des Vizekönigs und der Regierung von Britisch-Indien geboren. Da seine beiden älteren Brüder jung gestorben waren, erbte er beim Tod seines Vaters 1891 dessen Adelstitel als Earl of Lytton und wurde dadurch Mitglied des House of Lords.

### Werdegang
Er erhielt seine Ausbildung in England am Eton College und schloss ein Studium am Trinity College der Universität Cambridge 1898 als Bachelor of Arts ab. Danach trat er in den höheren Verwaltungsdienst ein und war von 1916 bis 1920 in der britischen Admiralität beschäftigt. 1919 wurde er ins Privy Council aufgenommen und war zeitweise Deputy Lieutenant von Hertfordshire. 1920 bis 1922 war er Unterstaatssekretär für Indien im India Office und von 1922 bis 1927 Gouverneur der Provinz Bengalen. 1925 bis 1926 amtierte Bulwer-Lytton vorübergehend als Generalgouverneur und Vizekönig von Indien.
Von 1927 bis 1928 nahm er als Leiter der indischen Delegation, 1931 als britischer Delegierter an den Sitzungen des Völkerbundes teil. Dort war er Vorsitzender der Lytton-Kommission des Völkerbundes, um ab 1931 den Mukden-Zwischenfall in der Mandschurei zu untersuchen. Das tödliche Sprengstoffattentat auf den chinesischen Machthaber in der Mandschurei, Marschall Zhang Zuolin, gilt als Auftakt der Mandschurei-Krise zwischen Japan und China.
1922 wurde er als Knight Grand Commander des Order of the Indian Empire, 1925 als Knight Grand Commander des Order of the Star of India und 1933 als Knight Companion des Hosenbandordens ausgezeichnet. Er war zudem Knight of Justice des Order of Saint John.

### Familie
Aus seiner 1902 geschlossenen Ehe mit Pamela Chichele-Plowden (um 1874–1971) hatte er vier Kinder:
- Edward Antony James Bulwer-Lytton, Viscount Knebworth (1903–1933), MP;
- Lady Margaret Hermione Millicent Bulwer-Lytton (1905–2004), ⚭ 1930 Cameron Cobbold, 1. Baron Cobbold;
- Lady Davidema Katharine Cynthia Mary Millicent Bulwer-Lytton (1909–1995), ⚭ 1931 John Crichton, 5. Earl Erne, ⚭ 1945 Montague Woodhouse, 5. Baron Terrington;
- Alexander Edward John Bulwer-Lytton, Viscount Knebworth (1910–1942), Major der British Army, fiel in der Schlacht von El Alamein.

Da seine beiden Söhne unverheiratet und kinderlos vor ihm starben, fiel sein Adelstitel bei seinem Tod 1947 an seinen jüngeren Bruder Neville Bulwer-Lytton.